# Kuzelit
Kuzelit ist ein sehr selten vorkommendes Mineral aus der Mineralklasse der „Oxide und Hydroxide“ mit der chemischen Zusammensetzung Ca4Al2(OH)12(SO4)·6H2O und ist damit chemisch gesehen ein wasserhaltiges Calcium-Aluminium-Hydroxid mit zusätzlichen Sulfationen.
Kuzelit kristallisiert im trigonalen Kristallsystem, entwickelt jedoch nur sehr kleine, tafelige Kristalle bis etwa 2 mm Größe mit hexagonalem oder rhomboedrischem Habitus und glasähnlichem Glanz auf den Oberflächen. In reiner Form ist Kuzelit farblos und durchsichtig. Durch vielfache Lichtbrechung aufgrund von Gitterbaufehlern oder polykristalliner Ausbildung kann er aber auch weiß erscheinen und durch Fremdbeimengungen eine blassgelbe Farbe annehmen, wobei die Transparenz entsprechend abnimmt. Seine Strichfarbe ist dagegen immer weiß.

## Etymologie und Geschichte
Erstmals gefunden wurde Kuzelit 1996 am Zeilberg bei Maroldsweisach im bayerischen Bezirk Unterfranken. Wissenschaftlich beschrieben wurde das Mineral durch Herbert Pöllmann, Thomas Witzke und H. Kohler, die es nach Hans-Jürgen Kuzel (1932–1997) benannten. Dieser war Mineraloge und Hochschullehrer am Mineralogischen Institut in Erlangen und stellte die chemische Verbindung des Kuzelit erstmals synthetisch her.
Die vollständige Mineralbeschreibung und der gewählte Name wurden bei der International Mineralogical Association zur Prüfung eingereicht (Eingangs-Nr. der IMA: 1996-053), die das Mineral noch im gleichen Jahr als eigenständige Mineralart anerkannte. Die Publikation der Erstbeschreibung erfolgte im Jahr darauf im Wissenschaftsmagazin Neues Jahrbuch für Mineralogie, Monatshefte.
Das Holotypmaterial des Minerals wird in der mineralogischen Sammlung der Martin-Luther-Universität Halle-Wittenberg in Sachsen-Anhalt, Deutschland unter der Katalog-Nr. 001 HSUL aufbewahrt.

## Klassifikation
Da der Kuzelit erst 1998 als eigenständiges Mineral anerkannt wurde, ist er in der letztmalig 1977 überarbeiteten 8. Auflage der Mineralsystematik nach Strunz noch nicht verzeichnet.
In der zuletzt 2018 überarbeiteten Lapis-Systematik nach Stefan Weiß, die formal auf der alten Systematik von Karl Hugo Strunz in der 8. Auflage basiert, erhielt das Mineral die System- und Mineralnummer IV/F.10-020. Dies entspricht der Klasse der „Oxide und Hydroxide“ und dort der Abteilung „Hydroxide und oxidische Hydrate (wasserhaltige Oxide mit Schichtstruktur)“, wo Kuzelit zusammen mit Hydrocalumit eine unbenannte Gruppe mit der Systemnummer IV/F.10 bildet.
Die von der International Mineralogical Association (IMA) zuletzt 2009 aktualisierte 9. Auflage der Strunz’schen Mineralsystematik ordnet den Kuzelit ebenfalls in die Klasse der „Oxide und Hydroxide“, dort aber in die neu definierte Abteilung der „Hydroxide (ohne V oder U)“ ein. Diese ist weiter unterteilt nach der möglichen Anwesenheit von Kristallwasser und/oder Hydroxidionen sowie der Kristallstruktur, so dass das Mineral entsprechend seiner Zusammensetzung und seinem Aufbau in der Unterabteilung „Hydroxide mit H2O ± (OH); Lagen kantenverknüpfter Oktaeder“ zu finden ist, wo es als einziges Mitglied eine unbenannte Gruppe mit der Systemnummer 4.FL.15 bildet.
In der vorwiegend im englischen Sprachraum gebräuchlichen Systematik der Minerale nach Dana hat Kuzelit die System- und Mineralnummer 06.04.12.01. Auch dies entspricht der Klasse der „Oxide und Hydroxide“ und dort der Abteilung „Hydroxide und hydroxyhaltige Oxide“, wo das Mineral als einziges Mitglied in einer unbenannte Gruppe mit der Systemnummer 06.04.12 innerhalb der Unterabteilung „Hydroxide und hydroxyhaltige Oxide mit verschiedenen Kationen“ zu finden ist.

## Chemismus
Die Elektronenstrahlmikroanalyse sowie die nasschemische Analyse ergaben einen durchschnittlichen Gehalt von 34,5 Gew.-% CaO, 19,6 Gew.-% Al2O3, 12,9 Gew.-% SO3 und 33,45 Gew.-% H2O, was bei einem Anteil von einem Molekül SO4 der empirischen Formel Ca3,83Al2,40(OH)12,86(SO4)·6H2O entspricht.

## Kristallstruktur
Kuzelit kristallisiert trigonal in der Raumgruppe R3 (Raumgruppen-Nr. 148) mit den Gitterparametern a = 5,76 Å und c = 53,66 Å sowie 3 Formeleinheiten pro Elementarzelle.

## Bildung und Fundorte
Kuzelit bildet sich in seltenen Fällen in kohlenstoffhaltigen Xenolithen im Basalt bei über 100 °C durch Umwandlung von Ettringit. Er tritt je nach Fundort in Paragenese mit verschiedenen Mineralen auf, so neben Ettringit unter anderem noch mit Afwillit, Apophyllit, Calcit, Gips, Hydrocalumit, Natrolith, Gyrolith, Portlandit und Tobermorit.
Weltweit sind für Kuzelit bisher nur vier Vorkommen dokumentiert, die alle in Deutschland liegen (Stand 2024). Neben seiner Typlokalität Zeilberg in Bayern sind dies noch der Steinbruch Caspar und die Seekante (Begriff für den östlichen Teil eines Lavastroms) am Ettringer Bellerberg bei Ettringen (Eifel) sowie der Steinbruch am Rothenberg bei Bell in Rheinland-Pfalz.
Kuzelit kann auch synthetisch beim Abbinden von Zementen entstehen.